# Teleta
Teleta là một chi bướm đêm thuộc phân họ Olethreutinae, họ Tortricidae Tortricidae.

## Các loài
- Teleta talaris (Durrant, 1915)